# Mario Fanfani
Pour les articles homonymes, voir Fanfani.
Mario Fanfani est un réalisateur, acteur et scénariste français.

## Biographie
Fanfani a réalisé trois courts métrages en 1998. Il réalise en 2006 un téléfilm intitulé Une saison Sibélius. Il a également fait des apparitions dans plusieurs films, dont Entre les murs en 2008 et Théo et Hugo dans le même bateau en 2016.
En 2014, il réalise le film Les Nuits d'été, pour lequel il remporte le Queer Lion à la 71e Mostra de Venise.

## Filmographie

### Réalisateur

#### Courts et moyens métrages
- 1998 : Un dimanche matin à Marseille : Béranger
- 1998 : Un dimanche matin à Marseille : Catherine
- 1998 : Un dimanche matin à Marseille : Renaud
- 2018 : Les Courageux
- 2024 : 100 % théâtre : l'envers du décors ( mise en scène de plusieurs courts métrages fait avec les élèves)

#### Longs métrages
- 2006 : Une saison Sibélius (téléfilm)
- 2014 : Les Nuits d'été

### Acteur
- 1992 : Sic transit (court métrage) de Gilles Verdiani : Marc
- 1998 : L'Italiana in Algeri d'André Flédérick (téléfilm) : comédien mime
- 2008 : Entre les murs de Laurent Cantet
- 2016 : Théo et Hugo dans le même bateau d'Olivier Ducastel et Jacques Martineau : l'homme au smartphone